# 스커
스커(중국어: 石柯, 1993년 1월 8일 ~ )는 중국의 축구 선수이다. 포지션은 수비수이며 현재 중국 슈퍼리그의 산둥 타이산 소속이다.